# E continuavano a chiamarlo figlio di...
E continuavano a chiamarlo figlio di... (El Zorro justiciero) è un film del 1969, diretto da Rafael Romero Marchent.